# Napoli velata
Pour plus de détails, voir Fiche technique et Distribution.
Napoli velata est un giallo italien réalisé par Ferzan Özpetek, sorti en 2017.

## Synopsis
Le film décrit les mésaventures d'Adriana, médecin légiste, qui s'éprend d'un jeune homme avec lequel elle avait passé une nuit de passion. Quand ce dernier est retrouvé mort, elle commence à enquéter sur l'homicide, mais surtout sur lui et son passé, dans une Naples à la fois sacrée et profane et pleine de secrets.

## Fiche technique
- Titre français : Napoli velata
- Réalisation : Ferzan Özpetek
- Scénario : Ferzan Özpetek, Gianni Romoli et Valia Santella
- Direction artistique : Dicle Sarman
- Costumes : Alessandro Lai
- Photographie : Gian Filippo Corticelli
- Montage : Leonardo Alberto Moschetta
- Musique : Pasquale Catalano
- Pays d'origine : Italie
- Format : Couleurs - 35 mm - 2,35:1
- Genre : Giallo
- Durée : 113 minutes
- Date de sortie :
  -  Italie : 28 décembre 2017

## Distribution
- Giovanna Mezzogiorno : Adriana
- Alessandro Borghi : Andrea Galderisi
- Anna Bonaiuto : Adele
- Peppe Barra : Pasquale
- Biagio Forestieri : Antonio
- Lina Sastri : Ludovica
- Isabella Ferrari : Valeria
- Luisa Ranieri : Catena
- Maria Pia Calzone : Rosaria
- Carmine Recano : Domenico
- Loredana Cannata : Liliana
- Angela Pagano : la gardienne
- Maria Luisa Santella : madame Assunta

## Distinctions

### Prix
- 63e cérémonie des David di Donatello[1]:
  - Meilleure photographie : Gian Filippo Corticelli.
  - Meilleur décorateur : Deniz Gokturk Kobanbay et Ivana Gargiulo.
- Festival international du film de Moscou 2018 : prix d'interprétation féminine pour Giovanna Mezzogiorno[2].

### Sélections et nominations
- 63e cérémonie des David di Donatello :
  - Meilleur réalisateur : Ferzan Özpetek.
  - Meilleure actrice : Giovanna Mezzogiorno.
  - Meilleur acteur : Alessandro Borghi.
  - Meilleure actrice dans un second rôle : Anna Bonaiuto.
  - Meilleur acteur dans un second rôle : Peppe Barra.
  - Meilleur maquilleur : Roberti Pastore.
  - Meilleur musicien : Pasquale Catalano.
  - Meilleur son : Fabio Conca, Giuliano Marcaccini, Daniele De Angelis, Giuseppe D'Amato, Antonio Giannantonio, Dario Calvari, Alessandro Checcacci.